# John Williams Wilson

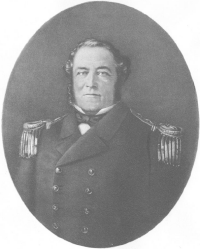
John Williams Wilson

John Williams Wilson (* 1798 in Bristol, England; † 14. September 1857 in Valparaíso, Chile; auch Juan Guillermos) war ein britischer Fregattenkapitän in der chilenischen Marine. Er nahm am Unabhängigkeitskrieg gegen Spanien teil. Später gelang es ihm für die junge chilenische Republik die Hoheitsansprüche auf die Magellanstraße durchzusetzen.

## Biografie
Er wurde 1798 in Bristol, England, als Sohn einer Familie mit langer Seefahrertradition geboren. Seine ersten Erfahrungen auf See vermittelte ihm der Vater auf Schiffen der Britischen Ostindien-Kompanie.
Angezogen durch die Nachrichten über die Unabhängigkeitsbestrebungen in den spanischen Kolonien in Südamerika, trat er in die Marine Perus ein. Schon bald erschien es ihm vorteilhafter nach Chile zu gehen und er begab sich nach Valparaíso. Dort wurde er sogleich am 12. Januar 1824 im Rang eines Teniente Primero (etwa Oberleutnant) in die Marine aufgenommen. Auf verschiedenen Schiffen nahm er an den letzten Kämpfen im chilenischen Unabhängigkeitskrieg teil. Nach der erfolgreichen Einnahme der letzten Bastion der Kolonialmacht Spanien auf der Insel Chiloé im Jahr 1826, wurde er dort zum Marinegouverneur berufen.
Er hispanisierte seinen Namen. 1827 heiratete er Micaela Rebolledo, mit der er drei Kinder hatte: Horacio Luis, Rafael und Juan.
1830 wurde er zum Korvettenkapitän befördert.
In einer Epoche politischer Instabilität unterstützte er 1836 einen erfolglosen Aufstand von Ramón Freire gegen die Regierung und wurde in Folge aus dem Marinedienst entlassen und in ein Gefängnis nach Valparaíso gebracht. Allerdings wurde er 1838 im Krieg gegen die Konföderation Peru-Bolivien wieder in die Marine aufgenommen. 1839 wurde er bei einem Unfall im Hafen von Valparaíso lebensgefährlich verletzt, wovon er sich nie vollständig erholte. Er bewarb sich danach erfolgreich wieder um das Amt des Marinegouverneurs von Chiloé.

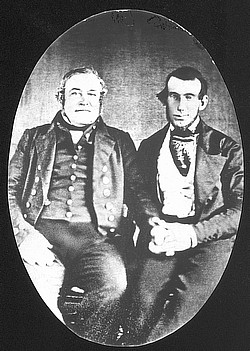
Kapitän Williams (links) und Bernhard Philippi
(Fotografie um 1842)

Im Juni 1843 beauftragte ihn der Präsident Manuel Bulnes, die  Magellanstraße für Chile in Besitz zu nehmen, weil die Gefahr bestand, dass sich andere Nationen dieser wichtigen Seestraße bemächtigten. Dazu rüstete er in geheimer Mission bei Ancud ein kleines Segelschiff mit einer 23-köpfigen Besatzung aus, zu der auch der Preuße Bernhard Philippi gehörte. Trotz widriger Umstände erreichte er Puerto del Hambre an der Brunswick-Halbinsel in der Magellanstraße, einen Ort, an dem um 1584 bei einem ersten Kolonisierungsversuch fast 400 Menschen verhungert oder erfroren waren. Dort in der Nähe gründete er am 21. September 1843 die Festung Fuerte Bulnes.
Im Dezember 1843 wurde er zum Fregattenkapitän befördert. 1844 und 1845 unternahm er noch drei Versorgungsfahrten zu der neuen chilenischen Siedlung an der Magellanstraße. Obwohl auch diese Siedlung nur kurze Zeit aufrechterhalten werden konnte, war die Aktion von nachhaltiger Bedeutung für die Inkorporation der Magellanstraße in das chilenische Hoheitsgebiet.
1849 wurde er zum Marinegouverneur von Talcahuano berufen. Sechs Jahre später musste er das Amt aus gesundheitlichen Gründen aufgeben und wurde im Hauptquartier der Marine weiter beschäftigt. Im Alter von 59 Jahren starb er am 14. September 1857 nach schwerer Krankheit in Valparaíso.